# Fandango!
Fandango! es el cuarto álbum de estudio de la banda estadounidense de blues rock ZZ Top, publicado en 1975 bajo el sello London Records, cuyo título fue tomado de  fandango, un tipo de danza similar al flamenco. El disco cuenta con canciones en vivo en el lado A y con canciones de estudio en el lado B. Entre los temas en vivo, está la versión de «Jailhouse Rock» de Elvis Presley y un medley llamado «Backdoor Medley» que está integrada por las canciones «Backdoor Love Affair», «Mellow Down Easy», «Backdoor Love Affair No. 2» y «Long Distance Boogie». Cabe señalar que las canciones en vivo fueron grabadas en el recinto The Warehouse de Nueva Orleans, mientras que las de estudio en los Robin Hood Studios de Tyler (Texas).

## Recepción comercial y promoción
Tras su publicación recibió muy buena atención comercial en los países anglosajones, ya que alcanzó el puesto 10 en los Estados Unidos, el primer lugar en Canadá y llegó a ser su primer álbum en ingresar en la lista inglesa, donde obtuvo el puesto 60. En el mismo año fue certificado con disco de oro en su propio país, luego de vender más de quinientas mil copias.
En cuanto a su promoción, en el mismo se publicó como sencillo la canción «Tush» que se posicionó en el lugar 20 de la lista Billboard Hot 100, convirtiéndose en el primer top veinte de la banda en el país estadounidense.

## Lista de canciones
Todas las canciones escritas por Billy Gibbons, Dusty Hill y Frank Beard, a menos que se indique lo contrario.

| N.º | Título                       | Escritor(es)               | Duración |  |
| 1.  | «Thunderbird» (en vivo)      |                            | 4:08     |  |
| 2.  | «Jailhouse Rock» (en vivo)   | Jerry Leiber, Mike Stoller | 1:57     |  |
| 3.  | «Backdoor Medley» (en vivo)  |                            | 9:25     |  |
| 4.  | «Nasty Dogs and Funky Kings» |                            | 2:42     |  |
| 5.  | «Blue Jeans Blues»           |                            | 4:43     |  |
| 6.  | «Balinese»                   |                            | 2:39     |  |
| 7.  | «Mexican Blackbird»          |                            | 3:07     |  |
| 8.  | «Heard it on the X»          |                            | 2:24     |  |
| 9.  | «Tush»                       |                            | 2:15     |  |

## Músicos
- Billy Gibbons: voz y guitarra eléctrica
- Dusty Hill: bajo, coros y voz principal en «Tush», «Jailhouse Rock» y «Balinese», y covoz en «Backdoor Medley» y «Heard It on the X»
- Frank Beard: batería y percusión